# 17e Satellite Awards
De uitreiking van de 17e Satellite Awards, waarbij prijzen werden uitgereikt in verschillende categorieën voor film en televisie uit het jaar 2012, vond plaats in Los Angeles op zondag 16 december 2012.

## Film

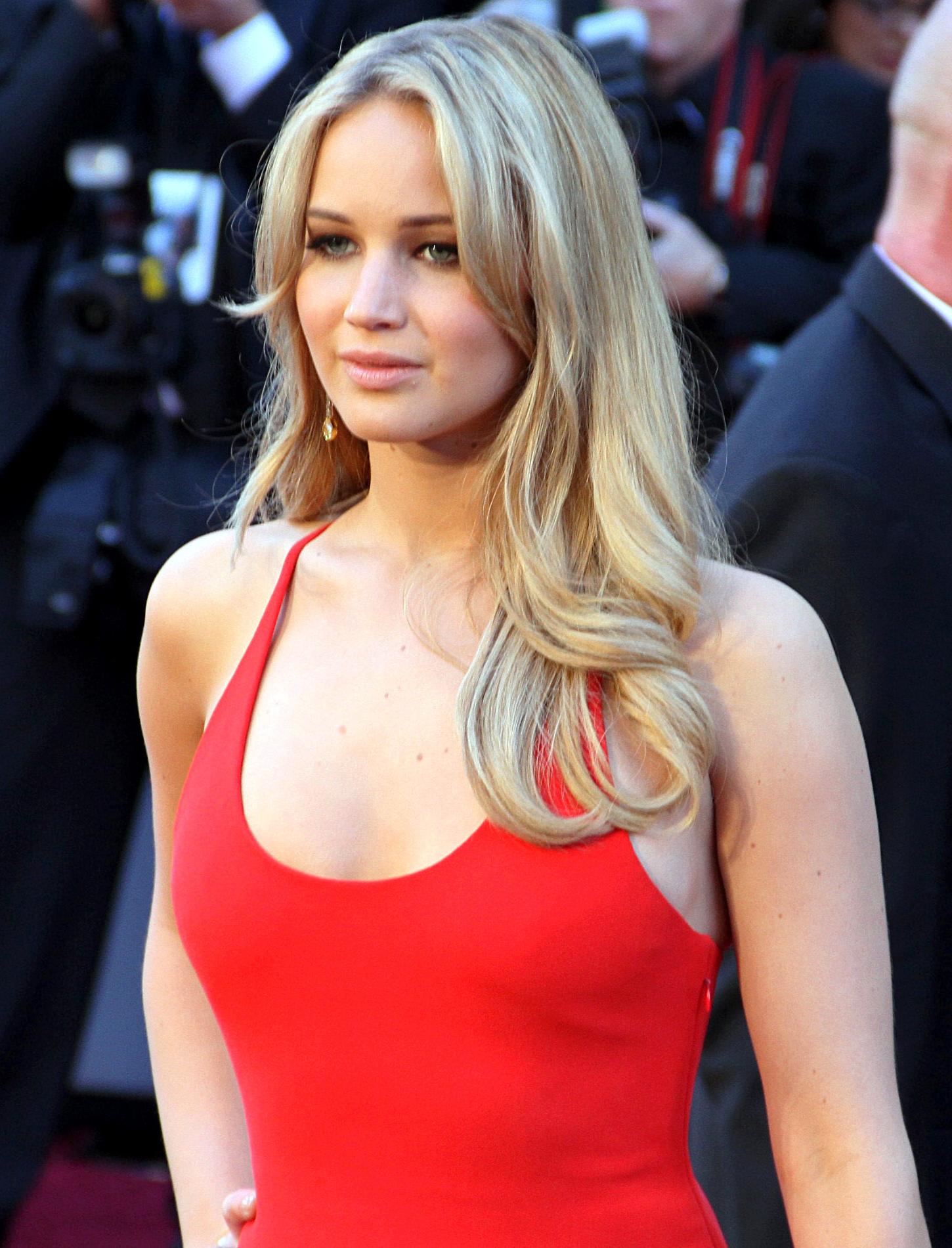
Jennifer Lawrence (Silver Linings Playbook), winnaar beste actrice

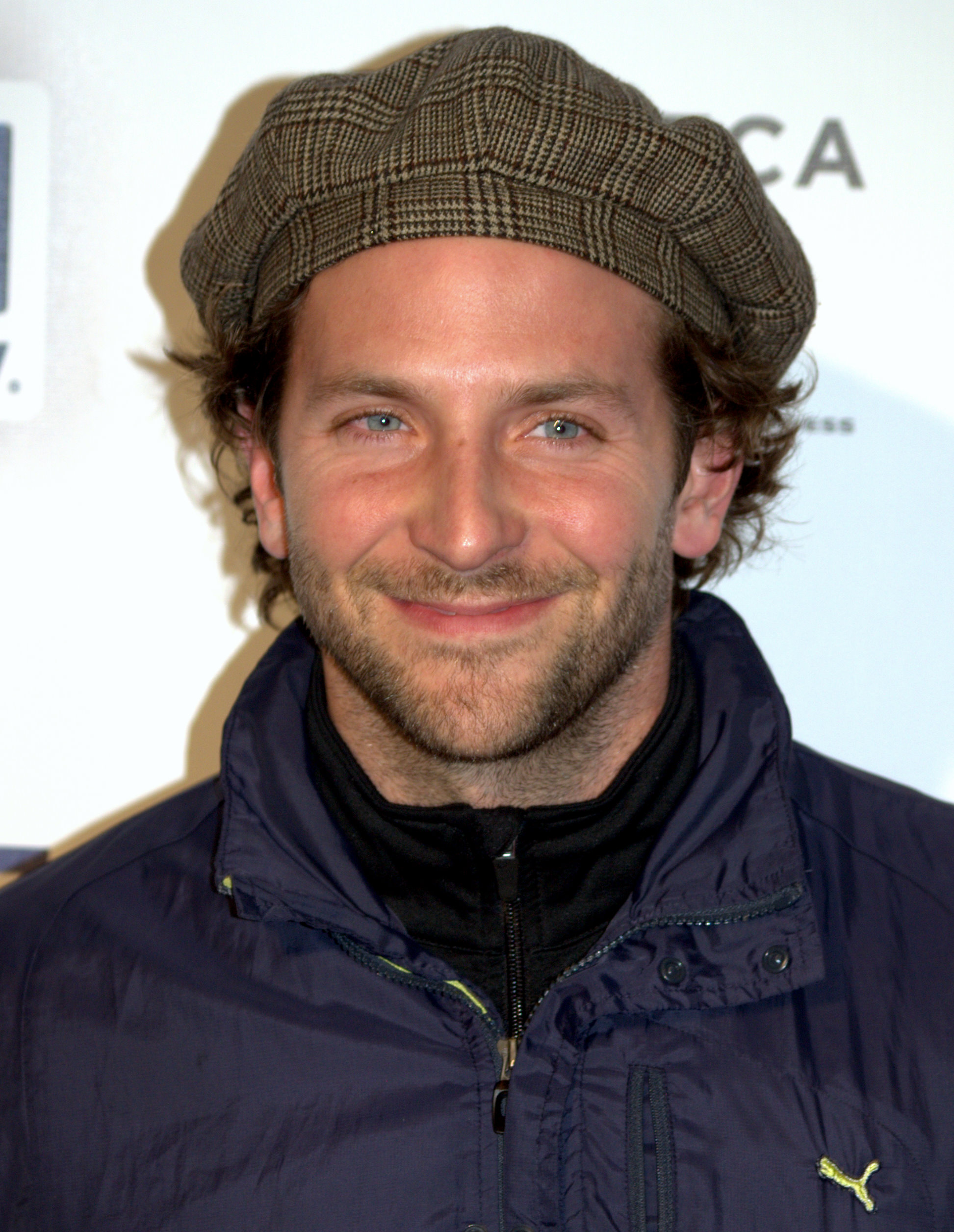
Bradley Cooper (Silver Linings Playbook), winnaar beste acteur

De nominaties werden bekendgemaakt op 3 december 2012.

### Beste film
- Silver Linings Playbook
  - Argo
  - Beasts of the Southern Wild
  - Les Misérables
  - Life of Pi
  - Lincoln
  - Moonrise Kingdom
  - The Sessions
  - Skyfall
  - Zero Dark Thirty

### Beste actrice
- Jennifer Lawrence – Silver Linings Playbook
  - Laura Birn – Purge
  - Jessica Chastain – Zero Dark Thirty
  - Émilie Dequenne – À perdre la raison
  - Keira Knightley – Anna Karenina
  - Laura Linney – Hyde Park on Hudson
  - Emmanuelle Riva – Amour

### Beste acteur
- Bradley Cooper – Silver Linings Playbook
  - Daniel Day-Lewis – Lincoln
  - John Hawkes – The Sessions
  - Hugh Jackman – Les Misérables
  - Joaquin Phoenix – The Master
  - Omar Sy – Intouchables
  - Denzel Washington – Flight

### Beste actrice in een bijrol
- Anne Hathaway – Les Misérables
  - Amy Adams – The Master
  - Samantha Barks – Les Misérables
  - Judi Dench – Skyfall
  - Helene Florent – Café de Flore
  - Helen Hunt – The Sessions

### Beste acteur in een bijrol
- Javier Bardem – Skyfall
  - Robert De Niro – Silver Linings Playbook
  - John Goodman – Flight
  - Philip Seymour Hoffman – The Master
  - Tommy Lee Jones – Lincoln
  - Eddie Redmayne – Les Misérables

### Beste niet-Engelstalige film
- Intouchables (Frankrijk) (Ex aequo)
- Pietà (Zuid-Korea) (Ex aequo)
  - Amour (Oostenrijk)
  - După dealuri (Roemenië)
  - Cesare deve morire (Italië)
  - Kon-Tiki (Noorwegen)
  - À perdre la raison (België)
  - En kongelig affære (Denemarken)
  - War Witch (Canada)

### Beste geanimeerde of mixed media film
- Rise of the Guardians
  - Brave
  - Frankenweenie
  - Ice Age: Continental Drift
  - Madagascar 3: Europe's Most Wanted
  - ParaNorman
  - Wreck-It Ralph

### Beste documentaire
- Chasing Ice
  - Ai Weiwei: Never Sorry
  - The Central Park Five
  - The Gatekeepers
  - Marina Abramović: The Artist is Present
  - The Pruitt-Igoe Myth
  - Searching for Sugar Man
  - West of Memphis

### Beste regisseur
- David O. Russell – Silver Linings Playbook
  - Ben Affleck – Argo
  - Kathryn Bigelow – Zero Dark Thirty
  - Kim Ki-duk – Pietà
  - Ben Lewin – The Sessions
  - Steven Spielberg – Lincoln

### Beste originele script
- Zero Dark Thirty – Mark Boal
  - Flight – John Gatins
  - Intouchables – Eric Toledano & Olivier Nakache
  - The Master – Paul Thomas Anderson
  - Moonrise Kingdom – Wes Anderson & Roman Coppola
  - Pietà – Kim Ki-duk

### Beste bewerkte script
- Life of Pi – David Magee
  - Anna Karenina – Tom Stoppard
  - Argo – Chris Terrio
  - Lincoln – Tony Kushner, John Logan & Paul Webb
  - Silver Linings Playbook – David O. Russell
  - The Sessions – Ben Lewin

### Beste soundtrack
- Argo – Alexandre Desplat
  - Anna Karenina – Dario Marianelli
  - Beasts of the Southern Wild – Benh Zeitlin & Dan Romer
  - Lincoln – John Williams
  - The Master – Johnny Greenwood
  - Skyfall – Thomas Newman

### Beste filmsong
- "Suddenly" - Les Misérables
  - "Fire in the Blood/Snake Song" - Lawless
  - "Learn Me Right" – Brave
  - "Love Always Comes As a Surprise" - Madagascar 3: Europe's Most Wanted
  - "Skyfall" - Skyfall
  - "Still Alive" - Paul Williams: Still Alive

### Beste cinematografie
- Life of Pi – Claudio Miranda
  - Anna Karenina – Seamus McGarvey
  - Beasts of the Southern Wild – Ben Richardson
  - Lincoln – Janusz Kamiński
  - The Master – Mihai Malăimare Jr.
  - Skyfall – Roger Deakins

### Beste visuele effecten
- Flight
  - Cloud Atlas
  - The Dark Knight Rises
  - Life of Pi
  - Prometheus
  - Skyfall

### Beste montage
- Silver Linings Playbook
  - Cloud Atlas
  - Flight
  - Les Misérables
  - The Sessions
  - Zero Dark Thirty

### Beste geluidseffecten
- Les Misérables
  - Flight
  - Kon-Tiki
  - Life of Pi
  - Prometheus
  - Snow White and the Huntsman

### Beste artdirection
- Lincoln
  - Anna Karenina
  - The Dark Knight Rises
  - Les Misérables
  - The Master
  - A Royal Affair

### Beste kostuums
- A Royal Affair
  - Anna Karenina
  - Cloud Atlas
  - Farewell, My Queen
  - Les Misérables
  - Snow White and the Huntsman

### Beste rolbezetting
- Les Miserábles
- Hugh Jackman, Russell Crowe, Anne Hathaway, Amanda Seyfried, Eddie Redmayne, Samantha Barks, Helena Bonham Carter, Sacha Baron Cohen

## Televisie

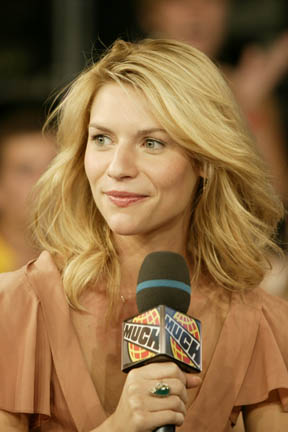
Claire Danes (Homeland), winnaar beste actrice in een dramaserie

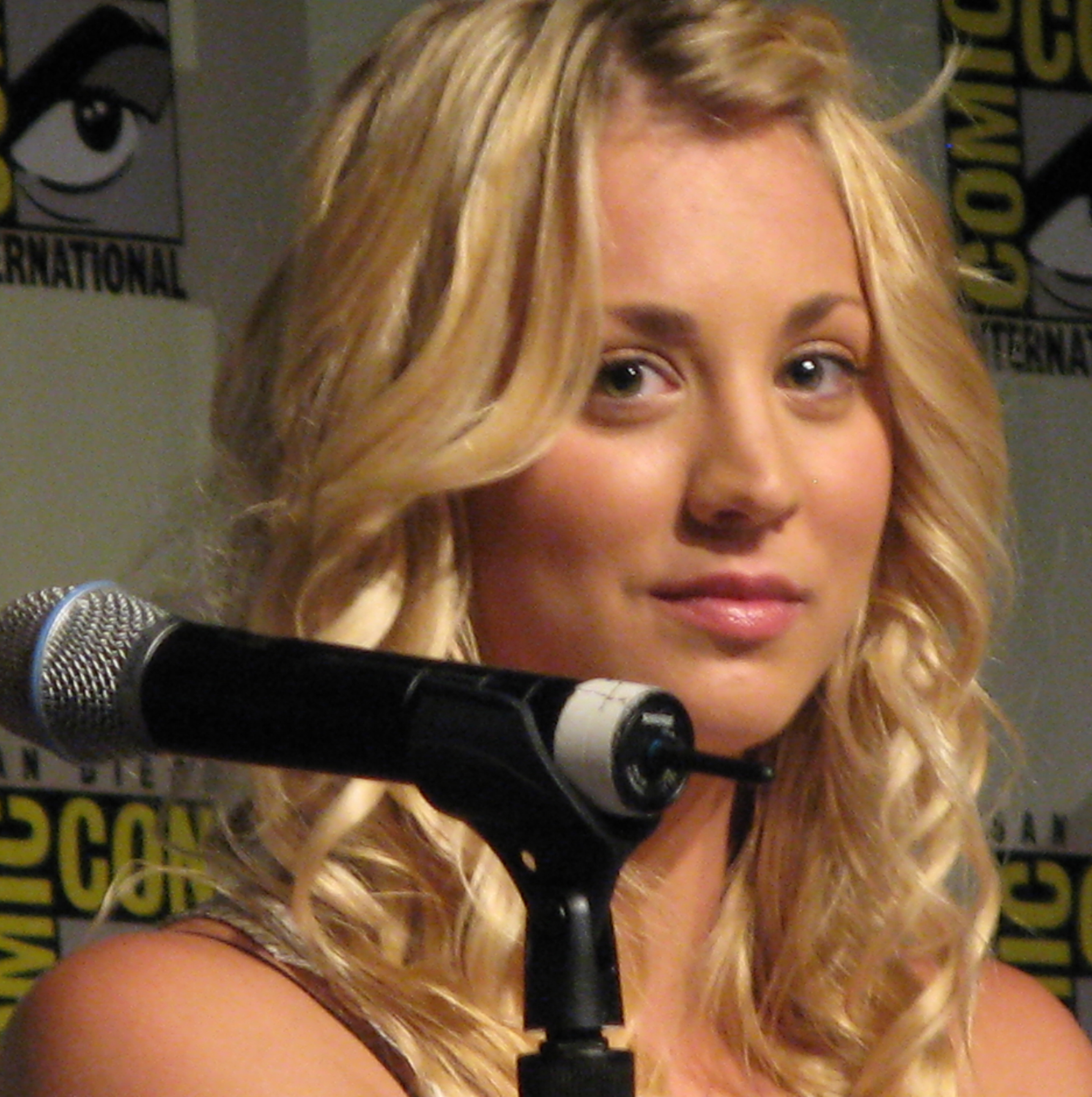
Kaley Cuoco (The Big Bang Theory), winnaar beste actrice in een komische of muzikale serie

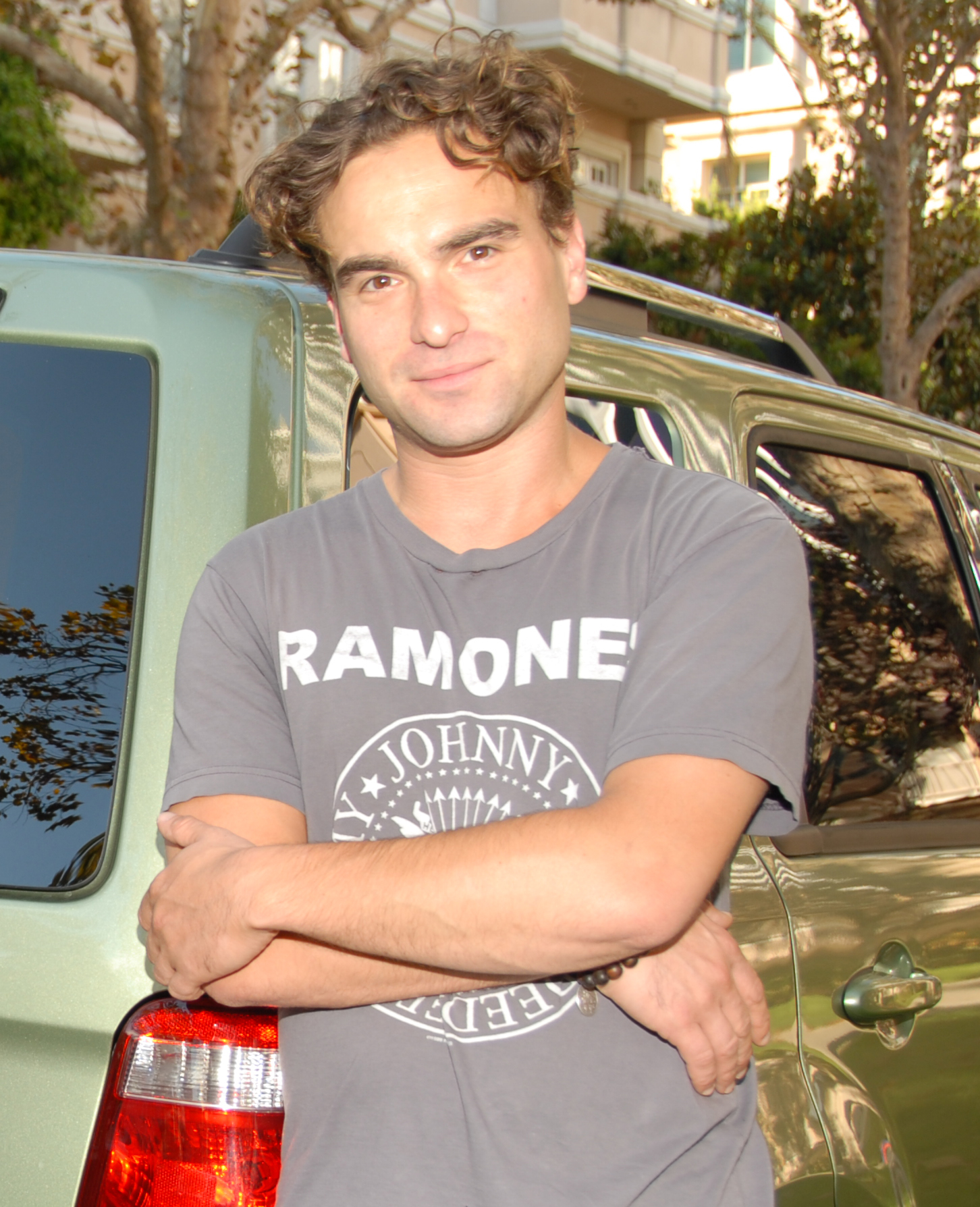
Johnny Galecki (The Big Bang Theory), winnaar beste acteur in een komische of muzikale serie

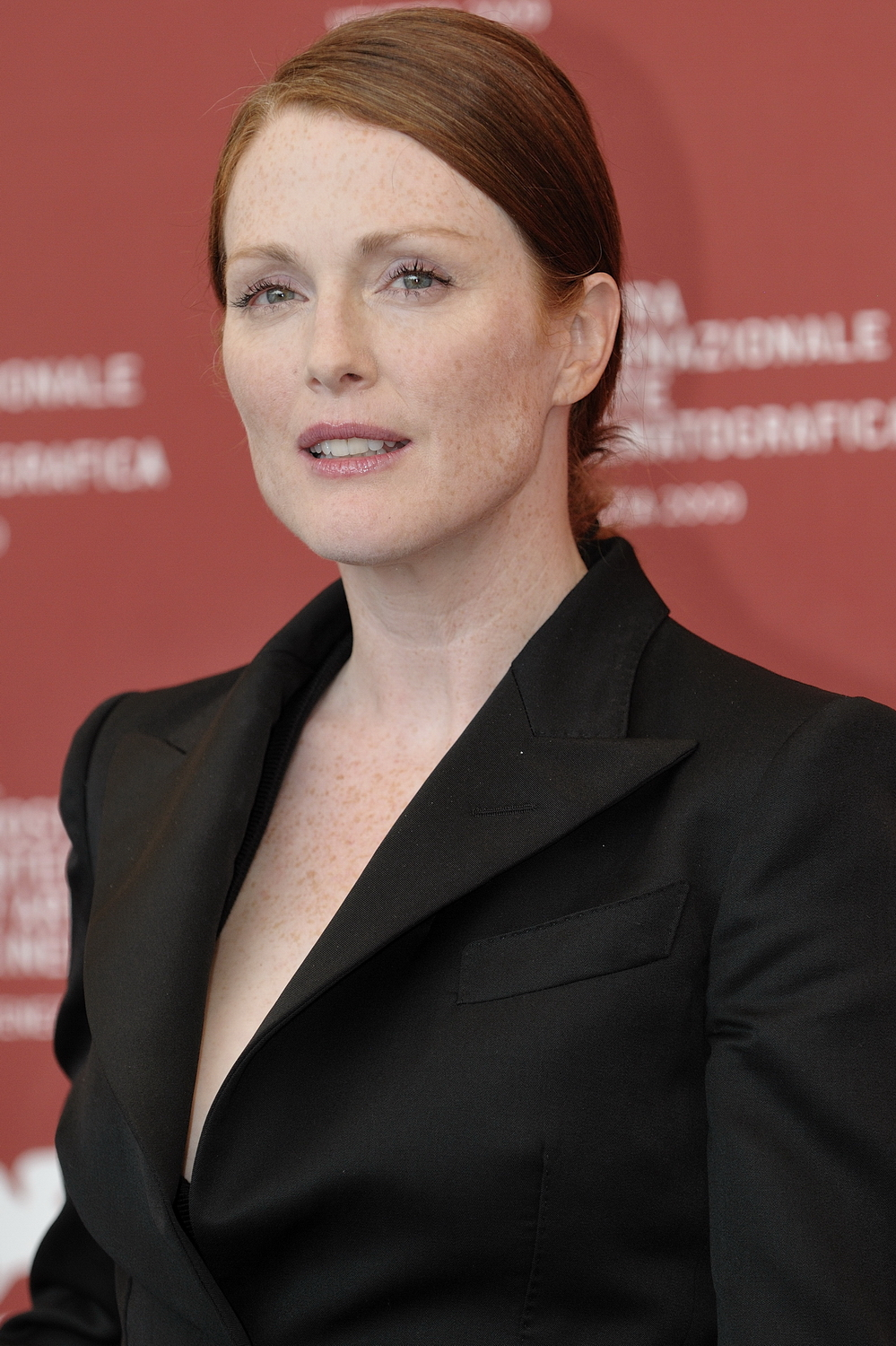
Julianne Moore (Game Change), winnaar beste actrice in een televisiefilm of miniserie

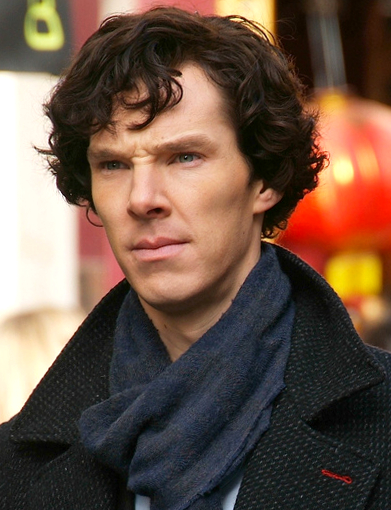
Benedict Cumberbatch (Sherlock), winnaar beste acteur in een televisiefilm of miniserie

### Beste dramaserie
- Homeland
  - Breaking Bad
  - Downton Abbey
  - Game of Thrones
  - The Good Wife
  - Justified
  - The Newsroom
  - Nashville

### Beste komische of muzikale serie
- The Big Bang Theory
  - Community
  - Girls
  - Happy Endings
  - Modern Family
  - The Office
  - Parks and Recreation
  - Up All Night

### Beste miniserie of televisiefilm
- Hatfields & McCoys
  - Birdsong
  - The Crimson Petal and the White
  - Game Change
  - Hemingway & Gellhorn
  - Luther
  - Sherlock
  - Wallander

### Beste genre-serie
- The Walking Dead
  - American Horror Story: Asylum
  - Arrow
  - Fringe
  - Grimm
  - Once Upon a Time
  - Revolution
  - Supernatural

### Beste actrice in een dramaserie
- Claire Danes – Homeland als Carrie Mathison
  - Connie Britton – Nashville als Rayna Jaymes
  - Michelle Dockery – Downton Abbey als Lady Mary Josephine Crawley
  - Julianna Margulies – The Good Wife als Alicia Florrick
  - Hayden Panettiere - Nashville als Juliette Barnes
  - Chloë Sevigny - Hit & Miss als Mia

### Beste acteur in een dramaserie
- Damian Lewis - Homeland als Nicholas Brody
  - Bryan Cranston – Breaking Bad als Walter White
  - Jeff Daniels - The Newsroom als Will McAvoy
  - Jon Hamm – Mad Men als Don Draper
  - Jonny Lee Miller - Elementary als Sherlock Holmes
  - Timothy Olyphant – Justified als Raylan Givens

### Beste actrice in een komische of muzikale serie
- Kaley Cuoco - The Big Bang Theory als Penny
  - Christina Applegate - Up All Night als Reagan Brinkley
  - Laura Dern - Enlightened als Amy Jellicoe
  - Lena Dunham – Girls als Hannah Horvath
  - Julia Louis-Dreyfus - Veep als Vice President Selina Meyer
  - Amy Poehler – Parks and Recreation als Leslie Knope

### Beste acteur in een komische of muzikale serie
- Johnny Galecki - The Big Bang Theory als Leonard Hofstadter
  - Will Arnett - Up All Night als Chris Brinkley
  - Don Cheadle - House of Lies als Marty Kaan
  - Louis C.K. – Louie als Louie
  - Joel McHale – Community als Jeff Winger
  - Jim Parsons - The Big Bang Theory als Sheldon Cooper

### Beste actrice in een televisiefilm of miniserie
- Julianne Moore – Game Change als Sarah Palin
  - Gillian Anderson - Great Expectations als Miss Havisham
  - Romola Garai - The Crimson Petal and the White als Sugar
  - Nicole Kidman – Hemingway & Gellhorn als Martha Gellhorn
  - Sienna Miller – The Girl als Tippi Hedren
  - Sigourney Weaver – Political Animals als Elaine Barrish

### Beste acteur in een televisiefilm of miniserie
- Benedict Cumberbatch – Sherlock als Sherlock Holmes
  - Kenneth Branagh - Wallander als Kurt Wallander
  - Kevin Costner – Hatfields & McCoys als Devil Anse Hatfield
  - Idris Elba – Luther als John Luther
  - Woody Harrelson – Game Change als Steve Schmidt
  - Clive Owen – Hemingway & Gellhorn als Ernest Hemingway

### Beste actrice in een bijrol in een serie, miniserie of televisiefilm
- Maggie Smith – Downton Abbey als Violet, Dowager Countess of Grantham
  - Mayim Bialik – The Big Bang Theory als Amy Farrah Fowler
  - Christina Hendricks – Mad Men als Joan Holloway
  - Sarah Paulson – Game Change als Nicolle Wallace
  - Maya Rudolph – Up All Night als Ava Alexander
  - Mare Winningham - Hatfields & McCoys als Sally McCoy

### Beste acteur in een bijrol in een serie, miniserie of televisiefilm
- Neal McDonough - Justified als Robert Quarles
  - Powers Boothe - Nashville als Lamar Wyatt
  - Jim Carter - Downton Abbey als Charles "Charlie" Carson
  - Peter Dinklage – Game of Thrones als Tyrion Lannister
  - Giancarlo Esposito – Breaking Bad als Gus Fring
  - Evan Peters - American Horror Story: Asylum als Kit Walker